# Time Out (discotheek)
Time Out is een evenementenlocatie in Gemert. Met een capaciteit van 5.000 personen. Time Out was vroeger de grootste discotheek van Nederland. maar is inmiddels ook een locatie voor allerlei publieke en besloten events.

## Geschiedenis
Time Out opende zijn deuren in 1995 aan de Handelseweg in Handel. Het uitgaanscentrum werd gebouwd na het succes discotheek 't Hofke in Handel (gemeente Gemert-Bakel), door een te hoge bezoekersdruk van 't Höfke moesten de activiteiten uitwijken naar een andere locatie. In samenwerking met de gemeente Gemert-Bakel werd Time Out opgebouwd. In Time Out werd in 2009 het tv-programma TMF Clubcam opgenomen.
De discotheek werd twee keer gekozen tot beste discotheek van Nederland, in 2005 en in 2014. . 
De naam "Time Out" is bedacht middels een wedstrijd gewonnen door Wendy Huijbers uit Gemert. Zij had de naam destijds afgeleid van de kantine van de gelijknamige Gemertse Honk- en Softbalvereniging GHSV.

## Centrum
Vanaf 2018 is TIme Out een evenementenlocatie die uitsluitend is geopend voor publieke evenementen, concerten en festivals. Daarnaast is Time Out ook te huur als ruimte voor organisatoren van zowel publieke als besloten evenementen. In 2018 en 2019 vond hier het evenement Hockeyloverz plaats